# Зубчастий край
Зубчастий край (лат. ora serrata) — перехід зорової частини сітківки (лат. pars optica retinae) в сліпу частину сітківки (лат. pars caeca retinae, лат. caecus — сліпий), яка покриває циліарне тіло і райдужку. Зубчастий край також збігається також з місцем переходу хоріоідеї в циліарне тіло. Зубчастий край розміщений приблизно на 8,5 мм позаду лімбу.
Тільки в цьому місці зовнішні і внутрішні шари сітківки щільно сполучені між собою, в інших — рихло. Це створює передумови для відшарування сітківки.
Пігментний епітелій сітківки і зовнішня погранична мембрана переходять на тканину циліарного тіла. Інші шари сітківки відповідають з цього місця непігментному епітелію, який також покриває циліарне тіло і відповідає за синтез водянистої вологи.